# Julián Andúgar
Julián Andúgar Ruiz (Santomera, Murcia, 28 de septiembre de 1917 - San Vicente del Raspeig, Alicante, 13 de septiembre de 1977) fue un poeta y político español.

## Biografía
Andúgar nació en el seno de una humilde familia de agricultores. Estudió en el seminario menor de Cehegín (Murcia), así como en Lorca y Orihuela (Alicante). Sus convicciones republicanas lo conducen a militar en el PSOE desde 1935. Luchó en la Guerra Civil como capitán en el ejército republicano y en 1938 fue herido en el Peñón de la Mata (provincia de Granada) quedando minusválido de la pierna izquierda de por vida. Terminada la guerra quedó en prisión un año y medio y a su salida tuvo que exiliarse a Francia hasta su regreso en 1940.
A su regreso del exilio residió en Madrid, Barcelona y definitivamente en Alicante. Compaginó la literatura con el magisterio, colaborando en las revistas Sigüenza (1945), Estilo (1947) e Ifach (1949), y consiguió licenciarse en Derecho y obtener una plaza de oficial en la administración de justicia.
La llegada de la democracia a España reactiva su actividad política, siendo elegido senador en las Elecciones generales de 1977 por Alicante en las listas del PSOE. A los 3 meses de su elección, murió el 13 de septiembre de 1977, a consecuencia de una crisis cardiaca en el Hospital de San Vicente del Raspeig donde se encontraba ingresado desde el 2 de septiembre. Fue sustituido por Alberto Javier Pérez Farré. 

## Obra
Julián Andúgar, seguidor del poeta Miguel Hernández, cultivó la poesía social donde refleja sus vivencias y reivindicaciones a la guerra, la cárcel y el exilio sufrido. Aunque no posee una extensa obra, es reconocida por su calidad. Sus obras son:
- Entre la piedra y Dios (Alicante,1949)
- La soledad y el encuentro (1952)
- Denuncio por escrito (1957)
- A bordo de España (1959)
- Cancionero del sitiado (1977)